# Qarah Nāz-e Bālā
Qarah Nāz-e Bālā (persiska: قره ناز بالا, Qareh Nāz-e Olyā, قره ناز علیا) är en ort i Iran.   Den ligger i provinsen Östazarbaijan, i den nordvästra delen av landet, 500 km väster om huvudstaden Teheran. Qarah Nāz-e Bālā ligger 1 429 meter över havet och antalet invånare är 120.
Terrängen runt Qarah Nāz-e Bālā är kuperad åt sydost, men åt nordväst är den platt.Runt Qarah Nāz-e Bālā är det ganska tätbefolkat, med 90 invånare per kvadratkilometer. Närmaste större samhälle är Marāgheh, 12,0 km norr om Qarah Nāz-e Bālā. Trakten runt Qarah Nāz-e Bālā består i huvudsak av gräsmarker.